# Campeonato de divisiones inferiores (Argentina)
El campeonato de divisiones inferiores es un torneo de fútbol base organizado por la Asociación del Fútbol Argentino, donde participan los equipos juveniles de las diferentes instituciones del fútbol argentino.
Se juega anualmente y participan equipos en su mayoría de primera y segunda división, con algunas excepciones por invitación de las categorías menores.

## Categorización
- Cuarta División: Para jugadores que no cumplan más de 20 años al 31 de diciembre del año respectivo.
- Quinta División: Para jugadores que no cumplan más de 18 años al 31 de diciembre del año respectivo.
- Sexta División: Para jugadores que no cumplan más de 17 años al 31 de diciembre del año respectivo.
- Séptima División: Para jugadores que no cumplan más de 16 años al 31 de diciembre del año respectivo.
- Octava División: Para jugadores que no cumplan más de 15 años al 31 de diciembre del año respectivo.
- Novena División: Para jugadores que no cumplan más de 14 años al 31 de diciembre del año respectivo.

## Historia

### Orígenes
Los primeros campeonatos disputados por equipos juveniles surgieron en 1900, cuando se creó la Tercera División, el certamen antecesor de la actual Primera D, que era disputado por equipos con límite de edad. Y en 1901 fue creada la Cuarta División, el primer certamen exclusivo de equipos juveniles, por detrás de las 3 divisiones para equipos mayores principales y reservas. Como el número de equipos era menor en comparación al de la actualidad, las divisiones juveniles eran pocas y por eso se agrupaban en una única división. Su primer campeón fue el equipo juvenil del Alumni Athletic Club, que continuó participando en la Cuarta División como English High School.
En 1911, debido al masivo aumento de equipos en las divisiones de ascenso dado en las temporadas anteriores, se crea a la División Intermedia. Y la Tercera División pasó a ser un certamen para equipos mayores y equipos juveniles. También aumentaron los equipos juveniles, que llevó a la creación de una nueva división para los juveniles: la Quinta División.
Ante las rupturas entre 1912 y 1914, y luego entre 1919 y 1926, los certámenes también se disputaron en las asociaciones disidentes de la AAF.
En 1927, la Asociación Argentina de Football y la Asociación Amateur de Football se fusionan, así como las demás categorías, incluidas las de juveniles. Debido a la gran cantidad de equipos en la Primera División unificada, se creó la Primera División Sección B. Además el número de equipos juveniles también aumentó, llevando a participar a muchos de ellos de la Segunda División, que pasaba a constituir la cuarta categoría.

### Período de transición
La gran cantidad de participantes en la máxima categoría se convertiría en un problema para los mejores equipos, que ya no estaban al nivel de los equipos amateurs, por lo que una nueva fractura se veía venir. Fue así que durante el inicio de la temporada de 1931, la mitad de los equipos de Primera División se retiraron de la Asociación para formar la primera liga profesional.
Para 1932, la escala de categorías era ocupada por 7 divisiones: la Primera División A, la Primera División B y la División Intermedia, divisiones de equipos mayores correspondientes a la 1ª, 2ª y 3ª categoría; la Segunda División y Tercera División, correspondientes a la 4ª y 5ª categoría, eran concursada por reservas de la División Intermedia y juveniles de la Primera División, incluso de la profesional LAF; y la Cuarta División y Quinta División correspondían a la 6ª y 7ª categoría. Sólo las primeras 3 categorías estaban articuladas por un sistema de aacenso/descenso. Sin embargo, el número de equipos de las 2 primeras categorías se vio reducido por la escisión de equipos en 1931 y el avance del profesionalismo que llevó a muchos clubes amateurs a retirarse. Debido a esto, la AFAP resolvió reestructurar las categorías de ascenso, eliminando la Primera División B y la División Intermedia, tomando sus lugares la Segunda División y Tercera División. De los pocos equipos que concursaban en Primera División B, 5 obtuvieron el ascenso por la reestructuración y 4 pasaron a la Segunda División, mientras los 2 restantes se desafiliaron. El campeón de la División Intermedia lograría el ascenso a Primera División, algo que no ocurría desde 1914, y gran parte de la categoría fue promovida a Segunda División e incorporada a Tercera División, donde también disputarían las reservas de los equipos de Primera.
Los equipos juveniles también fueron parte de ésta reestructuración, ya que la Cuarta División y Quinta División fueron apartadas definitivamente de las categorías de equipos mayores, y todos los equipos juveniles empezaron a participar exclusivamente en éstas categorías.

### Era profesional
Con la unificación definitiva del fútbol en 1935, la AFA organizó el primer torneo juvenil de los clubes de ascenso: la Cuarta División para los clubes de segunda categoría, que se seguiría disputando en los años posteriores con irregularidad. En 1947, organizó el primer torneo juvenil de los clubes de tercera categoría.
El 15 de marzo de 1950, mediante una resolución, el Comité Ejecutivo aprobó la creación de los torneos de Sexta División, Séptima División, Octava División y Novena División,  para los clubes de primera categoría. En esa temporada Estudiantes de La Plata se quedó con el título en Cuarta y Sexta División, Independiente fue campeón en Quinta, Chacarita Juniors se coronó en Séptima, San Lorenzo en Octava y Platense en la Novena División.
En 1986, con la creación del Nacional B, los equipos de directamente afiliados compitieron hasta 1996 en conjunto con los de Primera B, excepto en 1991.
Desde 1997 hasta 2003, los equipos de la B Nacional y Primera B tuvieron sus respectivos torneos.
A partir de 2001, todas las categorías disputaron los seis torneos juveniles.
Entre 2003 y 2016, si dejaron de disputar los torneos de la B Nacional y algunos equipos compitieron en los torneos de los de Primera División.
A partir de 2006, los equipos de Primera D compitieron en conjunto con los de Primera C.
A partir de 2017, se disputan los torneos de los equipos de la B Nacional.
En 2020 no hubo torneos debido a las restricciones sanitarias por la pandemia de covid-19.
Desde 2025, los clubes indirectamente afiliados comenzarán a participar.

## Campeones

### Era Amateur
Se muestran los campeones entre 1900 y 1932.

#### Segunda División
Entre 1927 y 1932, algunos equipos juveniles compitieron en la Segunda División, que había pasado a ser cuarta categoría de los equipos mayores.
| Segunda División | Segunda División | Segunda División |
| ---------------- | ---------------- | ---------------- |

| Temporada | Campeón       |
| --------- | ------------- |
| 1927      | Independiente |
| 1928      | Independiente |
| 1929      | Boca Juniors  |
| 1930      | Boca Juniors  |
| 1931      | Barracas      |
| 1932      | Barracas      |

#### Tercera División
Entre 1900 y 1932, algunos equipos juveniles compitieron en la Tercera División, tercera categoría de los equipos mayores en sus primeros años.
| Tercera División | Tercera División | Tercera División |
| ---------------- | ---------------- | ---------------- |

| Temporada | Campeón                |
| --------- | ---------------------- |
| 1911      | Racing                 |
| 1912 AAF  | Boca Juniors           |
| 1912 FAF  | Gimnasia y Esgrima III |
| 1913 AAF  | Libertarios Unidos     |
| 1913 FAF  | Solís                  |
| 1914 AAF  | Libertarios Unidos     |
| 1914 FAF  | Vélez Sarsfield        |
| 1915      | Boca Juniors           |
| 1916      | Porteño                |
| 1917      | San Lorenzo de Almagro |
| 1918      | Independiente          |
| 1919 AAF  | Almagro                |
| 1919 AAmF | Racing                 |
| 1920 AAF  | Huracán                |
| 1920 AAmF | Estudiantil Porteño    |
| 1921 AAF  | Nueva Chicago          |
| 1921 AAmF | Almagro                |
| 1922 AAF  | Monserrat              |
| 1922 AAmF | Vélez Sarsfield        |
| 1923 AAF  | Boca Juniors           |
| 1923 AAmF | Platense               |
| 1924 AAF  | Dock Sud               |
| 1924 AAmF | Platense               |
| 1925 AAF  | Palermo                |
| 1925 AAmF | Alsina                 |
| 1926 AAF  | Los Andes              |
| 1926 AAmF | Platense               |

#### Cuarta División
| Cuarta División | Cuarta División | Cuarta División |
| --------------- | --------------- | --------------- |

| Temporada | Campeón                 | Subcampeón     |
| --------- | ----------------------- | -------------- |
| 1901      | English High School IV  |                |
| 1902      | English High School III |                |
| 1903      | Saint Andrew's          |                |
| 1904      | Saint Andrew's          |                |
| 1905      | San Isidro IV           |                |
| 1906      | San Isidro V            |                |
| 1907      | Gimnasia y Esgrima III  | Estudiantes IV |
| 1908      | River Plate V           | Atlanta IV     |
| 1909      | River Plate IV          |                |
| 1910      | Racing VI               | Racing V       |
| 1911      | Racing                  |                |
| 1912 AAF  | Racing                  |                |
| 1912 FAF  | Floresta                |                |
| 1913 AAF  | Racing                  |                |
| 1913 FAF  | General Belgrano        |                |
| 1914 AAF  | Platense                |                |
| 1914 FAF  | Estudiantes de La Plata |                |
| 1915      | Barracas Juniors        |                |
| 1916      | Racing                  |                |
| 1917      | Racing                  |                |
| 1918      | Independiente           |                |
| 1919 AAF  | Boca Juniors            |                |
| 1919 AAmF | Independiente           |                |
| 1920 AAF  | Boca Juniors            |                |
| 1920 AAmF | Platense                |                |
| 1921 AAF  | Sp. Barracas            |                |
| 1921 AAmF | Estudiantil Porteño     |                |
| 1922 AAF  | Sp. Barracas            |                |
| 1922 AAmF | Ferro Carril Oeste      |                |
| 1923 AAF  | Boca Juniors            |                |
| 1923 AAmF | Excursionistas          |                |
| 1924 AAF  | Dock Sud                |                |
| 1924 AAmF | San Lorenzo de Almagro  |                |
| 1925 AAF  | Boca Juniors            |                |
| 1925 AAmF | Ferro Carril Oeste      |                |
| 1926 AAF  | Boca Alumni             |                |
| 1926 AAmF | Estudiantil Porteño     |                |
| 1927      | Estudiantil Porteño     |                |
| 1928      | Argentinos Juniors      |                |
| 1929      | Estudiantes de La Plata |                |
| 1930      | Estudiantes de La Plata |                |
| 1931 AFAP | Sp. Barracas            |                |
| 1932 AFAP | Defensores de Belgrano  |                |
| 1933 AFAP | Estudiantil Porteño     |                |
| 1934 AAF  | Estudiantil Porteño     |                |

#### Quinta División
| Quinta División | Quinta División | Quinta División |
| --------------- | --------------- | --------------- |

| Temporada | Campeón                 | Subcampeón                                      |
| --------- | ----------------------- | ----------------------------------------------- |
| 1912 FAF  | Estudiantes de La Plata |                                                 |
| 1913 AAF  | Racing                  |                                                 |
| 1913 FAF  | Estudiantes de La Plata |                                                 |
| 1914 AAF  | River Plate             |                                                 |
| 1914 FAF  | Independiente           |                                                 |
| 1915      | Estudiantes de La Plata |                                                 |
| 1916      | Banfield                |                                                 |
| 1917      | Platense IV             | Racing IV o Huracán IV                          |
| 1918      | Argentinos Juniors      |                                                 |
| 1919 AAF  | Palermo V               | Almagro IV o Suizo III                          |
| 1919 AAmF | Defensores de Belgrano  |                                                 |
| 1920 AAF  | Sp. Barracas VI         | Germinal VII                                    |
| 1920 AAmF | Chacabuco III           | Racing VI                                       |
| 1921 AAF  | Barracas                |                                                 |
| 1921 AAmF | Independiente VI        | Defensores de Belgrano V                        |
| 1922 AAF  | Argentino de Banfield   |                                                 |
| 1922 AAmF | Palermo                 | Defensores de Lomas                             |
| 1923 AAF  | Argentinos Juniors      |                                                 |
| 1923 AAmF | Ferro Carril Oeste      | River Plate                                     |
| 1924 AAF  | Sportivo del Norte      |                                                 |
| 1924 AAmF | Talleres                | Estudiantil Porteño                             |
| 1925 AAF  | San Fernando            | Temperley o Huracán                             |
| 1925 AAmF | Platense                | Independiente                                   |
| 1926 AAF  | Devoto                  | Boca Juniors o Huracán                          |
| 1926 AAmF | Estudiantil Porteño     | Colegiales                                      |
| 1927      | Canal San Fernando      | Argentinos Juniors                              |
| 1928      | Almagro                 | Temperley                                       |
| 1929      | Estudiantes de La Plata | Defensores de Belgrano                          |
| 1930      | Sp. Palermo             | No hubo                                         |
| 1931 AFAP | Liberal Argentino       | Temperley                                       |
| 1932 AFAP | Estudiantil Porteño     |                                                 |
| 1933 AFAP | Almagro                 | Defensores de Belgrano o Gimnasia y Esgrima (L) |
| 1934 AAF  | Estudiantil Porteño     | Los Andes                                       |

### Era profesional
Se muestran los campeones a partir de 1931. 

#### Cuarta División
| Cuarta División | Cuarta División | Cuarta División |
| --------------- | --------------- | --------------- |

| Temporada | Campeón                                                    | Subcampeón                          |
| --------- | ---------------------------------------------------------- | ----------------------------------- |
| 1931 LAF  | River Plate                                                |                                     |
| 1932 LAF  | San Lorenzo de Almagro River Plate San Lorenzo de Almagro  |                                     |
| 1933 LAF  | Estudiantes de La Plata River Plate                        |                                     |
| 1934 LAF  | Racing                                                     |                                     |
| 1935      | Boca Juniors River Plate                                   |                                     |
| 1936      | Huracán River Plate                                        |                                     |
| 1937      | Ferro Carril Oeste Boca Juniors                            |                                     |
| 1938      | Ferro Carril Oeste River Plate                             |                                     |
| 1939      | Estudiantes de La Plata Boca Juniors                       |                                     |
| 1940      | Platense                                                   |                                     |
| 1941      | San Lorenzo de Almagro                                     |                                     |
| 1942      | River Plate                                                |                                     |
| 1943      | Racing                                                     |                                     |
| 1944      | Platense                                                   |                                     |
| 1945      | San Lorenzo de Almagro                                     |                                     |
| 1946      | No hubo                                                    | No hubo                             |
| 1947      |                                                            |                                     |
| 1948      | No hubo                                                    | No hubo                             |
| 1949      |                                                            |                                     |
| 1950      | Estudiantes de La Plata                                    | Independiente                       |
| 1951      | Independiente                                              | Ferro Carril Oeste                  |
| 1952      | Chacarita Juniors                                          |                                     |
| 1953      | Estudiantes de La Plata                                    |                                     |
| 1954      | Chacarita Juniors                                          |                                     |
| 1955      | Racing                                                     |                                     |
| 1956      | Racing                                                     |                                     |
| 1957      | Independiente                                              |                                     |
| 1958      | Racing                                                     |                                     |
| 1959      | River Plate                                                |                                     |
| 1960      | River Plate                                                |                                     |
| 1961      | Independiente                                              |                                     |
| 1962      | Independiente                                              |                                     |
| 1963      | San Lorenzo de Almagro                                     |                                     |
| 1964      | Boca Juniors                                               |                                     |
| 1965      | No hubo                                                    | No hubo                             |
| 1966      | River Plate                                                |                                     |
| 1967      | Lanús                                                      |                                     |
| 1968      | Racing                                                     |                                     |
| 1969      | Racing                                                     |                                     |
| 1970      | Huracán                                                    |                                     |
| 1971      | Boca Juniors                                               |                                     |
| 1972      | Huracán                                                    |                                     |
| 1973      | Boca Juniors                                               |                                     |
| 1974      | Racing                                                     |                                     |
| 1975      | Vélez Sarsfield                                            |                                     |
| 1976      | Independiente Vélez Sarsfield                              |                                     |
| 1977      | Vélez Sarsfield                                            |                                     |
| 1978      | Vélez Sarsfield                                            |                                     |
| 1979      | Estudiantes de La Plata                                    |                                     |
| 1980      | Independiente                                              |                                     |
| 1981      | Racing                                                     |                                     |
| 1982      | Boca Juniors                                               |                                     |
| 1983      | Ferro Carril Oeste                                         |                                     |
| 1984      | Ferro Carril Oeste                                         |                                     |
| 1985      | Ferro Carril Oeste                                         |                                     |
| 1986      | Estudiantes de La Plata                                    |                                     |
| 1986-87   | Independiente San Lorenzo de Almagro                       |                                     |
| 1988      | Argentinos Juniors                                         |                                     |
| 1989      | Newell's Old Boys                                          |                                     |
| 1990      | Argentinos Juniors Ferro Carril Oeste                      |                                     |
| 1991      | Newell's Old Boys                                          |                                     |
| 1992      | Newell's Old Boys                                          |                                     |
| 1993      | Vélez Sarsfield                                            |                                     |
| 1994      | Newell's Old Boys                                          |                                     |
| 1995      | Independiente                                              |                                     |
| 1996      | Gimnasia y Esgrima La Plata Newell's Old Boys              |                                     |
| 1997      | Rosario Central Huracán                                    |                                     |
| 1998      | Newell's Old Boys                                          |                                     |
| 1999      | Racing River Plate                                         |                                     |
| 2000      | Rosario Central Lanús                                      |                                     |
| 2001      | Newell's Old Boys Rosario Central                          |                                     |
| 2002      | Boca Juniors Argentinos Juniors                            |                                     |
| 2003      | Argentinos Juniors                                         |                                     |
| 2004      | Rosario Central Estudiantes de La Plata Platense           |                                     |
| 2005      | Racing Arsenal                                             |                                     |
| 2006      | Vélez Sarsfield                                            |                                     |
| 2007      | Rosario Central                                            |                                     |
| 2008      | Estudiantes de La Plata                                    |                                     |
| 2009      | Belgrano (C)                                               |                                     |
| 2010      | Banfield Tigre                                             |                                     |
| 2011      | River Plate Arsenal                                        |                                     |
| 2012      | River Plate Gimnasia y Esgrima La Plata                    |                                     |
| 2013      | Vélez Sarsfield Huracán                                    |                                     |
| 2014      | San Lorenzo de Almagro Atlético de Rafaela                 |                                     |
| 2015      | Lanús Gimnasia y Esgrima La Plata Godoy Cruz Antonio Tomba |                                     |
| 2016      | Newell's Old Boys Tigre                                    |                                     |
| 2017      | Talleres (C)                                               | Vélez Sarsfield                     |
| 2018      | River Plate Belgrano (C)                                   | San Lorenzo de Almagro Talleres (C) |
| 2019      | River Plate Newell's Old Boys                              | Boca Juniors Talleres (C)           |
| 2020      | No hubo                                                    | No hubo                             |
| 2021      | Newell's Old Boys                                          | Racing                              |
| 2022      | Boca Juniors                                               | Vélez Sarsfield                     |
| 2023      | Boca Juniors                                               | Rosario Central                     |
| 2024      | Belgrano (C)                                               | Vélez Sarsfield                     |

| Temporada | Campeón                               | Subcampeón             |
| Temporada | Segunda División                      | Segunda División       |
| --------- | ------------------------------------- | ---------------------- |
| 1935      | Excursionistas                        |                        |
| 1936      | Nueva Chicago                         |                        |
| 1937      | Barracas Central                      |                        |
| 1938      | Argentinos Juniors                    |                        |
| 1939      | Talleres                              |                        |
| 1940      | Barracas Central                      |                        |
| 1941      | Chacarita Juniors                     |                        |
| 1942      | Almagro                               |                        |
| 1948      |                                       |                        |
| Temporada | Primera División B                    | Primera División B     |
| 1950      | Lanús                                 |                        |
| 1951      | Nueva Chicago                         |                        |
| 1952      | Quilmes                               |                        |
| 1953      | Atlanta                               |                        |
| 1954      | Estudiantes de Eva Perón              |                        |
| 1955      | Argentinos Juniors                    |                        |
| 1956      | Dock Sud                              |                        |
| 1957      | Banfield                              |                        |
| 1958      | Temperley                             |                        |
| 1959      | El Porvenir                           |                        |
| 1960      | Temperley                             |                        |
| 1961      | Platense                              |                        |
| 1962      | Nueva Chicago                         |                        |
| 1963      | Quilmes                               |                        |
| 1964      | Español de Buenos Aires               |                        |
| 1965      | Los Andes                             |                        |
| 1966      | Arsenal                               |                        |
| 1967      | All Boys                              |                        |
| 1968      | San Telmo                             |                        |
| 1969      | All Boys                              |                        |
| 1970      | Almagro                               |                        |
| 1971      | All Boys                              |                        |
| 1972      | Los Andes                             |                        |
| 1973      | Dep. Morón                            |                        |
| 1974      | Dep. Morón                            |                        |
| 1975      | Arsenal                               |                        |
| 1976      | Nueva Chicago                         |                        |
| 1977      | Talleres                              |                        |
| 1978      | Ferro Carril Oeste                    |                        |
| 1979      | Italiano                              |                        |
| 1980      | Chacarita Juniors                     |                        |
| 1981      | Quilmes                               |                        |
| 1982      | San Lorenzo de Almagro                |                        |
| 1983      | No hubo                               |                        |
| 1984      | Banfield                              |                        |
| 1985      | Nueva Chicago                         |                        |
| 1986      | Tigre                                 |                        |
| Temporada | Nacional B / Primera B                | Nacional B / Primera B |
| 1986-87   | Huracán Defensa y Justicia            |                        |
| 1988      | Huracán                               |                        |
| 1989      | Italiano y Lanús No hubo              |                        |
| 1990      | Italiano                              |                        |
| Temporada | Nacional B                            | Nacional B             |
| 1991      | No hubo                               | No hubo                |
| Temporada | Nacional B / Primera B                | Nacional B / Primera B |
| 1992      | Dep. Morón e Ituzaingó                |                        |
| 1993      | Nueva Chicago Italiano                |                        |
| 1994      | Chacarita Juniors Los Andes           |                        |
| 1995      | Atlanta El Porvenir                   |                        |
| 1996      | Chacarita Juniors                     |                        |
| Temporada | Primera B Nacional                    | Primera B Nacional     |
| 1997      | Nueva Chicago                         |                        |
| 1998      | Arsenal                               |                        |
| 1999      | Almagro All Boys                      |                        |
| 2000      | Los Andes Arsenal                     |                        |
| 2001      | Quilmes Banfield                      |                        |
| 2002      | Quilmes                               |                        |
| Temporada | Primera B                             | Primera B              |
| 2003      | All Boys Estudiantes                  |                        |
| 2004      | Armenio Defensores de Cambaceres      |                        |
| 2005      | Armenio Estudiantes                   |                        |
| 2006      | Estudiantes                           |                        |
| 2007      | All Boys                              |                        |
| 2008      | Temperley Comunicaciones              |                        |
| 2009      | Temperley                             |                        |
| 2010      | Estudiantes Talleres                  |                        |
| 2011      | Estudiantes                           |                        |
| 2012      | Nueva Chicago                         |                        |
| 2012      | Brown                                 |                        |
| 2014      | Defensores de Belgrano                |                        |
| 2015      | Dep. Morón                            |                        |
| 2016      | San Telmo Almagro                     |                        |
| Temporada | Primera B Nacional                    | Primera B Nacional     |
| 2017      | Ferro Carril Oeste                    |                        |
| 2018      | Ferro Carril Oeste Quilmes Camioneros |                        |
| 2019      | Belgrano (C)                          |                        |
| 2020      | No hubo                               | No hubo                |
| 2021      |                                       |                        |
| 2022      |                                       |                        |
| 2023      | Maipú                                 | Atlético de Rafaela    |
| 2024      | Patronato de la Juventud Católica     | San Martín (SJ)        |

| Temporada | Campeón                                                        | Subcampeón                                    |
| Temporada | Tercera División                                               | Tercera División                              |
| --------- | -------------------------------------------------------------- | --------------------------------------------- |
| 1947      | Huracán de San Justo                                           |                                               |
| 1948      | Liniers                                                        |                                               |
| Temporada | Segunda División                                               | Segunda División                              |
| 1950      | Estudiantes                                                    |                                               |
| 1951      | Liniers                                                        |                                               |
| 1952      | El Porvenir                                                    |                                               |
| 1953      | Colegiales                                                     |                                               |
| 1954      | Barracas Central                                               |                                               |
| 1955      | Los Andes                                                      |                                               |
| 1956      | Arsenal                                                        |                                               |
| 1957      | Arsenal                                                        |                                               |
| 1958      | Sacachispas                                                    |                                               |
| 1959      | Sacachispas                                                    |                                               |
| 1960      | Sacachispas                                                    |                                               |
| 1961      | Sacachispas                                                    |                                               |
| Temporada | Primera División C                                             | Primera División C                            |
| 1962      | Liniers                                                        |                                               |
| 1963      | All Boys                                                       |                                               |
| 1964      | Almirante Brown                                                |                                               |
| Temporada | Primera B                                                      | Primera B                                     |
| 1991      | No hubo                                                        | No hubo                                       |
| Temporada | Primera C                                                      | Primera C                                     |
| 2003      | Argentino (M) Colegiales                                       |                                               |
| 2005      | Dock Sud Barracas Central                                      |                                               |
| Temporada | Primera C / Primera D                                          | Primera C / Primera D                         |
| 2006      | Dock Sud                                                       |                                               |
| 2007      | Colegiales                                                     |                                               |
| 2008      | Fénix                                                          |                                               |
| 2009      | Justo José de Urquiza                                          |                                               |
| 2010      | Justo José de Urquiza                                          |                                               |
| 2011      | Deportivo Laferrere                                            |                                               |
| 2012      | Justo José de Urquiza                                          |                                               |
| 2013      | El Porvenir                                                    |                                               |
| 2014      | Dep. Español                                                   |                                               |
| 2015      | Deportivo Laferrere                                            |                                               |
| 2016      | Camioneros                                                     |                                               |
| Temporada | Primera B                                                      | Primera B                                     |
| 2017      | San Telmo                                                      |                                               |
| 2018      | Tristán Suárez                                                 | Platense                                      |
| 2019      | Talleres                                                       | Almirante Brown                               |
| 2020      | No hubo                                                        | No hubo                                       |
| 2021      | Excursionistas y Universidad Abierta Interamericana de Urquiza | Acassuso y Los Andes                          |
| 2022      | Comunicaciones                                                 | Talleres                                      |
| 2023      | San Martín                                                     | Ituzaingó                                     |
| 2024      | Comunicaciones                                                 | Universidad Abierta Interamericana de Urquiza |

| Temporada | Campeón                                    | Subcampeón                             |
| Temporada | Tercera División                           | Tercera División                       |
| --------- | ------------------------------------------ | -------------------------------------- |
| 1951      | Juventud de Bernal                         |                                        |
| 1955      | Dep. Morón                                 |                                        |
| 1956      | Sp. Palermo                                |                                        |
| 1958      | Arsenal                                    |                                        |
| 1961      | Arsenal                                    |                                        |
| Temporada | División Superior de Fútbol Aficionado     | División Superior de Fútbol Aficionado |
| 1962      | Arsenal (Ll)                               |                                        |
| 1963      | No hubo                                    | No hubo                                |
| 1964      | General Mitre                              |                                        |
| 1965      | Ferrocarril Midland                        |                                        |
| 1966      | Defensores de Almagro                      |                                        |
| 1967      | La Paternal                                |                                        |
| 1968      | Juventud Unida                             |                                        |
| 1969      | Central Argentino                          |                                        |
| 1970      | Tristán Suárez                             |                                        |
| Temporada | Primera C                                  | Primera C                              |
| 2001      | No hubo                                    | No hubo                                |
| 2002      | Excursionistas                             |                                        |
| Temporada | Primera C / Primera D                      | Primera C / Primera D                  |
| 2017      | San Miguel                                 |                                        |
| 2018      | Berazategui                                |                                        |
| 2019      | Sp. Barracas                               |                                        |
| 2020      | No hubo                                    | No hubo                                |
| 2021      | Atlas, Sp. Barracas, Dock Sud y Real Pilar |                                        |
| 2022      | Ferrocarril Midland                        |                                        |
| 2023      | Español Defensores de Cambaceres           |                                        |
| Temporada | Primera C                                  | Primera C                              |
| 2024      | Argentino (R)                              | Berazategui                            |

#### Quinta División
| Quinta División | Quinta División | Quinta División |
| --------------- | --------------- | --------------- |

| Temporada | Campeón                     | Subcampeón                       |
| --------- | --------------------------- | -------------------------------- |
| 1931 LAF  | Boca Juniors                |                                  |
| 1932 LAF  | Gimnasia y Esgrima La Plata | San Lorenzo de Almagro           |
| 1933 LAF  | Tigre                       |                                  |
| 1934 LAF  | San Lorenzo de Almagro      | River Plate                      |
| 1935      | Racing                      | River Plate o Ferro Carril Oeste |
| 1936      | San Lorenzo de Almagro      | Boca Juniors                     |
| 1937      | River Plate                 | Boca Juniors                     |
| 1938      | Platense                    |                                  |
| 1939      | San Lorenzo de Almagro      |                                  |
| 1940      | Estudiantes de La Plata     |                                  |
| 1941      | Boca Juniors                |                                  |
| 1942      | Huracán                     |                                  |
| 1943      | Quilmes                     |                                  |
| 1944      | Independiente               |                                  |
| 1945      | River Plate                 |                                  |
| 1946      | No hubo                     |                                  |
| 1947      |                             |                                  |
| 1948      | No hubo                     |                                  |
| 1949      |                             |                                  |
| 1950      | Independiente               | Chacarita Juniors                |
| 1951      | Estudiantes de La Plata     | Chacarita Juniors                |
| 1952      |                             |                                  |
| 1953      |                             |                                  |
| 1954      |                             |                                  |
| 1955      |                             |                                  |
| 1956      |                             |                                  |
| 1957      |                             |                                  |
| 1958      |                             |                                  |
| 1959      |                             |                                  |
| 1960      |                             |                                  |
| 1961      |                             |                                  |
| 1962      |                             |                                  |
| 1963      |                             |                                  |
| 1964      |                             |                                  |
| 1965      |                             |                                  |
| 1966      |                             |                                  |
| 1967      |                             |                                  |
| 1968      |                             |                                  |
| 1969      |                             |                                  |
| 1970      |                             |                                  |
| 1971      |                             |                                  |
| 1972      |                             |                                  |
| 1973      |                             |                                  |
| 1974      |                             |                                  |
| 1975      |                             |                                  |
| 1976      |                             |                                  |
| 1977      |                             |                                  |
| 1978      |                             |                                  |
| 1979      |                             |                                  |
| 1980      |                             |                                  |
| 1981      |                             |                                  |
| 1982      |                             |                                  |
| 1983      |                             |                                  |
| 1984      |                             |                                  |
| 1985      |                             |                                  |
| 1986      |                             |                                  |
| 1986-87   |                             |                                  |
| 1988      |                             |                                  |
| 1989      |                             |                                  |
| 1990      |                             |                                  |
| 1991      |                             |                                  |
| 1992      |                             |                                  |
| 1993      |                             |                                  |
| 1994      |                             |                                  |
| 1995      |                             |                                  |
| 1996      |                             |                                  |
| 1997      |                             |                                  |
| 1998      |                             |                                  |
| 1999      |                             |                                  |
| 2000      |                             |                                  |
| 2001      |                             |                                  |
| 2002      |                             |                                  |
| 2003      |                             |                                  |
| 2004      |                             |                                  |
| 2005      |                             |                                  |
| 2006      |                             |                                  |
| 2007      |                             |                                  |
| 2008      |                             |                                  |
| 2009      |                             |                                  |
| 2010      |                             |                                  |
| 2011      |                             |                                  |
| 2012      |                             |                                  |
| 2013      |                             |                                  |
| 2014      |                             |                                  |
| 2015      |                             |                                  |
| 2016      |                             |                                  |
| 2017      |                             |                                  |
| 2018      |                             |                                  |
| 2019      |                             |                                  |
| 2020      | No hubo                     | No hubo                          |
| 2021      | Boca Juniors                | Argentinos Juniors               |
| 2022      | Vélez Sarsfield             | River Plate                      |
| 2023      | Newell's Old Boys           | Boca Juniors                     |
| 2024      | Vélez Sarsfield             | Rosario Central                  |

| Temporada | Campeón            | Subcampeón         |
| Temporada | Segunda División   | Segunda División   |
| --------- | ------------------ | ------------------ |
| 1948      |                    |                    |
| Temporada | Primera División B | Primera División B |
| 1950      | Argentinos Juniors |                    |
| 1951      | El Porvenir        |                    |

| Temporada | Campeón              | Subcampeón       |
| Temporada | Tercera División     | Tercera División |
| --------- | -------------------- | ---------------- |
| 1947      | Huracán de San Justo |                  |
| 1948      | Huracán de San Justo |                  |
| Temporada | Segunda División     | Segunda División |
| 1950      | Estudiantes          |                  |
| 1951      | Estudiantes          |                  |

| Temporada | Campeón           | Subcampeón       |
| Temporada | Tercera División  | Tercera División |
| --------- | ----------------- | ---------------- |
| 1950      | Deportivo Riestra |                  |
| 1951      | Deportivo Riestra |                  |

#### Sexta División
| Sexta División | Sexta División | Sexta División |
| -------------- | -------------- | -------------- |

| Temporada | Campeón                 | Subcampeón         |
| --------- | ----------------------- | ------------------ |
| 1950      | Estudiantes de La Plata | River Plate        |
| 1951      | Ferro Carril Oeste      | Chacarita Juniors  |
| 1952      |                         |                    |
| 1953      |                         |                    |
| 1954      |                         |                    |
| 1955      |                         |                    |
| 1956      |                         |                    |
| 1957      |                         |                    |
| 1958      |                         |                    |
| 1959      |                         |                    |
| 1960      |                         |                    |
| 1961      |                         |                    |
| 1962      |                         |                    |
| 1963      |                         |                    |
| 1964      |                         |                    |
| 1965      |                         |                    |
| 1966      |                         |                    |
| 1967      |                         |                    |
| 1968      |                         |                    |
| 1969      |                         |                    |
| 1970      |                         |                    |
| 1971      |                         |                    |
| 1972      |                         |                    |
| 1973      |                         |                    |
| 1974      |                         |                    |
| 1975      |                         |                    |
| 1976      |                         |                    |
| 1977      |                         |                    |
| 1978      |                         |                    |
| 1979      |                         |                    |
| 1980      |                         |                    |
| 1981      |                         |                    |
| 1982      |                         |                    |
| 1983      |                         |                    |
| 1984      |                         |                    |
| 1985      |                         |                    |
| 1986      |                         |                    |
| 1986-87   |                         |                    |
| 1988      |                         |                    |
| 1989      |                         |                    |
| 1990      |                         |                    |
| 1991      |                         |                    |
| 1992      |                         |                    |
| 1993      |                         |                    |
| 1994      |                         |                    |
| 1995      |                         |                    |
| 1996      |                         |                    |
| 1997      |                         |                    |
| 1998      |                         |                    |
| 1999      |                         |                    |
| 2000      |                         |                    |
| 2001      |                         |                    |
| 2002      |                         |                    |
| 2003      |                         |                    |
| 2004      |                         |                    |
| 2005      |                         |                    |
| 2006      |                         |                    |
| 2007      |                         |                    |
| 2008      |                         |                    |
| 2009      |                         |                    |
| 2010      |                         |                    |
| 2011      |                         |                    |
| 2012      |                         |                    |
| 2013      |                         |                    |
| 2014      |                         |                    |
| 2015      |                         |                    |
| 2016      |                         |                    |
| 2017      |                         |                    |
| 2018      |                         |                    |
| 2019      |                         |                    |
| 2020      | No hubo                 | No hubo            |
| 2021      | Boca Juniors            | Argentinos Juniors |
| 2022      | Lanús                   | Boca Juniors       |
| 2023      | Vélez Sarsfield         | Lanús              |
| 2024      | Vélez Sarsfield         | Lanús              |

#### Séptima División
| Séptima División | Séptima División | Séptima División |
| ---------------- | ---------------- | ---------------- |

| Temporada | Campeón                 | Subcampeón              |
| --------- | ----------------------- | ----------------------- |
| 1950      | Chacarita Juniors       | Estudiantes de La Plata |
| 1951      | Estudiantes de La Plata | Chacarita Juniors       |
| 1952      |                         |                         |
| 1953      |                         |                         |
| 1954      |                         |                         |
| 1955      |                         |                         |
| 1956      |                         |                         |
| 1957      |                         |                         |
| 1958      |                         |                         |
| 1959      |                         |                         |
| 1960      |                         |                         |
| 1961      |                         |                         |
| 1962      |                         |                         |
| 1963      |                         |                         |
| 1964      |                         |                         |
| 1965      |                         |                         |
| 1966      |                         |                         |
| 1967      |                         |                         |
| 1968      |                         |                         |
| 1969      |                         |                         |
| 1970      |                         |                         |
| 1971      |                         |                         |
| 1972      |                         |                         |
| 1973      |                         |                         |
| 1974      |                         |                         |
| 1975      |                         |                         |
| 1976      |                         |                         |
| 1977      |                         |                         |
| 1978      |                         |                         |
| 1979      |                         |                         |
| 1980      |                         |                         |
| 1981      |                         |                         |
| 1982      |                         |                         |
| 1983      |                         |                         |
| 1984      |                         |                         |
| 1985      |                         |                         |
| 1986      |                         |                         |
| 1986-87   |                         |                         |
| 1988      |                         |                         |
| 1989      |                         |                         |
| 1990      |                         |                         |
| 1991      |                         |                         |
| 1992      |                         |                         |
| 1993      |                         |                         |
| 1994      |                         |                         |
| 1995      |                         |                         |
| 1996      |                         |                         |
| 1997      |                         |                         |
| 1998      |                         |                         |
| 1999      |                         |                         |
| 2000      |                         |                         |
| 2001      |                         |                         |
| 2002      |                         |                         |
| 2003      |                         |                         |
| 2004      |                         |                         |
| 2005      |                         |                         |
| 2006      |                         |                         |
| 2007      |                         |                         |
| 2008      |                         |                         |
| 2009      |                         |                         |
| 2010      |                         |                         |
| 2011      |                         |                         |
| 2012      |                         |                         |
| 2013      |                         |                         |
| 2014      |                         |                         |
| 2015      |                         |                         |
| 2016      |                         |                         |
| 2017      |                         |                         |
| 2018      |                         |                         |
| 2019      |                         |                         |
| 2020      | No hubo                 | No hubo                 |
| 2021      | San Lorenzo de Almagro  | Boca Juniors            |
| 2022      | River Plate             | Boca Juniors            |
| 2023      | Boca Juniors            | San Lorenzo de Almagro  |
| 2024      | Vélez Sarsfield         | Argentinos Juniors      |

#### Octava División
| Octava División | Octava División | Octava División |
| --------------- | --------------- | --------------- |

| Temporada | Campeón                | Subcampeón              |
| --------- | ---------------------- | ----------------------- |
| 1950      | San Lorenzo de Almagro | Estudiantes de La Plata |
| 1951      | Racing                 | Quilmes                 |
| 1952      |                        |                         |
| 1953      |                        |                         |
| 1954      |                        |                         |
| 1955      |                        |                         |
| 1956      |                        |                         |
| 1957      |                        |                         |
| 1958      |                        |                         |
| 1959      |                        |                         |
| 1960      |                        |                         |
| 1961      |                        |                         |
| 1962      |                        |                         |
| 1963      |                        |                         |
| 1964      |                        |                         |
| 1965      |                        |                         |
| 1966      |                        |                         |
| 1967      |                        |                         |
| 1968      |                        |                         |
| 1969      |                        |                         |
| 1970      |                        |                         |
| 1971      |                        |                         |
| 1972      |                        |                         |
| 1973      |                        |                         |
| 1974      |                        |                         |
| 1975      |                        |                         |
| 1976      |                        |                         |
| 1977      |                        |                         |
| 1978      |                        |                         |
| 1979      |                        |                         |
| 1980      |                        |                         |
| 1981      |                        |                         |
| 1982      |                        |                         |
| 1983      |                        |                         |
| 1984      |                        |                         |
| 1985      |                        |                         |
| 1986      |                        |                         |
| 1986-87   |                        |                         |
| 1988      |                        |                         |
| 1989      |                        |                         |
| 1990      |                        |                         |
| 1991      |                        |                         |
| 1992      |                        |                         |
| 1993      |                        |                         |
| 1994      |                        |                         |
| 1995      |                        |                         |
| 1996      |                        |                         |
| 1997      |                        |                         |
| 1998      |                        |                         |
| 1999      |                        |                         |
| 2000      |                        |                         |
| 2001      |                        |                         |
| 2002      |                        |                         |
| 2003      |                        |                         |
| 2004      |                        |                         |
| 2005      |                        |                         |
| 2006      |                        |                         |
| 2007      |                        |                         |
| 2008      |                        |                         |
| 2009      |                        |                         |
| 2010      |                        |                         |
| 2011      |                        |                         |
| 2012      |                        |                         |
| 2013      |                        |                         |
| 2014      |                        |                         |
| 2015      |                        |                         |
| 2016      |                        |                         |
| 2017      |                        |                         |
| 2018      |                        |                         |
| 2019      |                        |                         |
| 2020      | No hubo                | No hubo                 |
| 2021      | Vélez Sarsfield        | River Plate             |
| 2022      | River Plate            | Independiente           |
| 2023      | Vélez Sarsfield        | River Plate             |
| 2024      | Vélez Sarsfield        | Boca Juniors            |

#### Novena División
| Novena División | Novena División | Novena División |
| --------------- | --------------- | --------------- |

| Temporada | Campeón         | Subcampeón              |
| --------- | --------------- | ----------------------- |
| 1950      | Platense        | Estudiantes de La Plata |
| 1951      | Vélez Sarsfield | Chacarita Juniors       |
| 1952      |                 |                         |
| 1953      |                 |                         |
| 1954      |                 |                         |
| 1955      |                 |                         |
| 1956      |                 |                         |
| 1957      |                 |                         |
| 1958      |                 |                         |
| 1959      |                 |                         |
| 1960      |                 |                         |
| 1961      |                 |                         |
| 1962      |                 |                         |
| 1963      |                 |                         |
| 1964      |                 |                         |
| 1965      |                 |                         |
| 1966      |                 |                         |
| 1967      |                 |                         |
| 1968      |                 |                         |
| 1969      |                 |                         |
| 1970      |                 |                         |
| 1971      |                 |                         |
| 1972      |                 |                         |
| 1973      |                 |                         |
| 1974      |                 |                         |
| 1975      |                 |                         |
| 1976      |                 |                         |
| 1977      |                 |                         |
| 1978      |                 |                         |
| 1979      |                 |                         |
| 1980      |                 |                         |
| 1981      |                 |                         |
| 1982      |                 |                         |
| 1983      |                 |                         |
| 1984      |                 |                         |
| 1985      |                 |                         |
| 1986      |                 |                         |
| 1986-87   |                 |                         |
| 1988      |                 |                         |
| 1989      |                 |                         |
| 1990      |                 |                         |
| 1991      |                 |                         |
| 1992      |                 |                         |
| 1993      |                 |                         |
| 1994      |                 |                         |
| 1995      |                 |                         |
| 1996      |                 |                         |
| 1997      |                 |                         |
| 1998      |                 |                         |
| 1999      |                 |                         |
| 2000      |                 |                         |
| 2001      |                 |                         |
| 2002      |                 |                         |
| 2003      |                 |                         |
| 2004      |                 |                         |
| 2005      |                 |                         |
| 2006      |                 |                         |
| 2007      |                 |                         |
| 2008      |                 |                         |
| 2009      |                 |                         |
| 2010      |                 |                         |
| 2011      |                 |                         |
| 2012      |                 |                         |
| 2013      |                 |                         |
| 2014      |                 |                         |
| 2015      |                 |                         |
| 2016      |                 |                         |
| 2017      |                 |                         |
| 2018      |                 |                         |
| 2019      |                 |                         |
| 2020      | No hubo         | No hubo                 |
| 2021      | Vélez Sarsfield | San Lorenzo de Almagro  |
| 2022      | River Plate     | Talleres (C)            |
| 2023      | Vélez Sarsfield | Boca Juniors            |
| 2024      | River Plate     | Talleres (C)            |

## Palmarés

### Inferiores de Primera División
Actualizado al finalizar el campeonato del año 2021. En 2020 no se diputaron campeonatos juveniles debido al impacto de la pandemia de Covid-19.
Para más detalles revisar la siguiente tabla del sitio web de AFA:
| Equipo             | Cuarta | Quinta | Sexta | Séptima | Octava | Novena | Total |
| ------------------ | ------ | ------ | ----- | ------- | ------ | ------ | ----- |
| Boca Juniors       | 5      | 19     | 13    | 15      | 16     | 16     | 84    |
| River Plate        | 9      | 10     | 11    | 13      | 18     | 12     | 73    |
| Vélez Sarsfield    | 7      | 8      | 5     | 7       | 7      | 11     | 44    |
| San Lorenzo        | 3      | 4      | 7     | 11      | 7      | 8      | 40    |
| Newell´s Old Boys  | 12     | 12     | 9     | 0       | 3      | 1      | 37    |
| Argentinos Juniors | 4      | 9      | 6     | 3       | 5      | 10     | 37    |
| Lanús              | 3      | 4      | 8     | 4       | 5      | 3      | 27    |
| Racing Club        | 9      | 0      | 8     | 2       | 5      | 2      | 26    |
| Estudiantes (LP)   | 7      | 7      | 3     | 5       | 3      | 1      | 26    |
| Independiente      | 8      | 3      | 2     | 3       | 5      | 4      | 25    |
| Chacarita Juniors  | 2      | 3      | 6     | 4       | 0      | 4      | 19    |
| Ferro Carril Oeste | 4      | 3      | 1     | 2       | 3      | 0      | 13    |
| Rosario Central    | 5      | 0      | 2     | 4       | 0      | 1      | 12    |
| Huracán            | 3      | 1      | 2     | 3       | 0      | 2      | 11    |
| Gimnasia La Plata  | 1      | 0      | 1     | 5       | 1      | 2      | 10    |
| Atlanta            | 0      | 1      | 2     | 2       | 0      | 0      | 5     |
| Platense           | 0      | 1      | 0     | 1       | 2      | 1      | 5     |
| Talleres (C)       | 1      | 0      | 0     | 1       | 2      | 0      | 4     |
| Tigre              | 1      | 2      | 0     | 0       | 0      | 0      | 3     |
| Quilmes            | 0      | 0      | 1     | 1       | 1      | 0      | 3     |
| Belgrano           | 1      | 0      | 0     | 0       | 1      | 0      | 2     |
| All Boys           | 0      | 1      | 0     | 1       | 0      | 0      | 2     |
| Banfield           | 0      | 1      | 0     | 0       | 0      | 0      | 1     |
| Colón              | 0      | 1      | 0     | 0       | 0      | 0      | 1     |
| Temperley          | 0      | 0      | 0     | 0       | 1      | 0      | 1     |
| Deportivo Español  | 0      | 0      | 0     | 0       | 0      | 1      | 1     |